# Gygis blanche
Gygis alba
Espèce
Statut de conservation UICN

 LC  : Préoccupation mineure
La Gygis blanche (Gygis alba) est une espèce d'oiseau marin des régions tropicales et subtropicales, et que l'on peut trouver dans les océans Pacifique, Indien et Atlantique Sud.

## Description
La Gygis blanche est un oiseau qui possède un plumage entièrement blanc, avec des ailes translucides en vol. Son bec est quant à lui noir, avec une teinte bleutée à sa base. Bien que le culmen soit droit, il apparaît légèrement arqué. Ses pattes sont grisâtres et palmées. Ses yeux peuvent paraître très grands, car ils sont entourés d'un cercle oculaire noir et le contraste avec son plumage blanc ne fait pas ressortir ses iris bruns.
Il mesure de la tête à la queue de 28 à 33 cm, avec une envergure qui varie de 66 à 80 cm.

Il présente la particularité originale de pondre ses œufs directement sur une branche d'arbre dénudée, sans construire de nid.

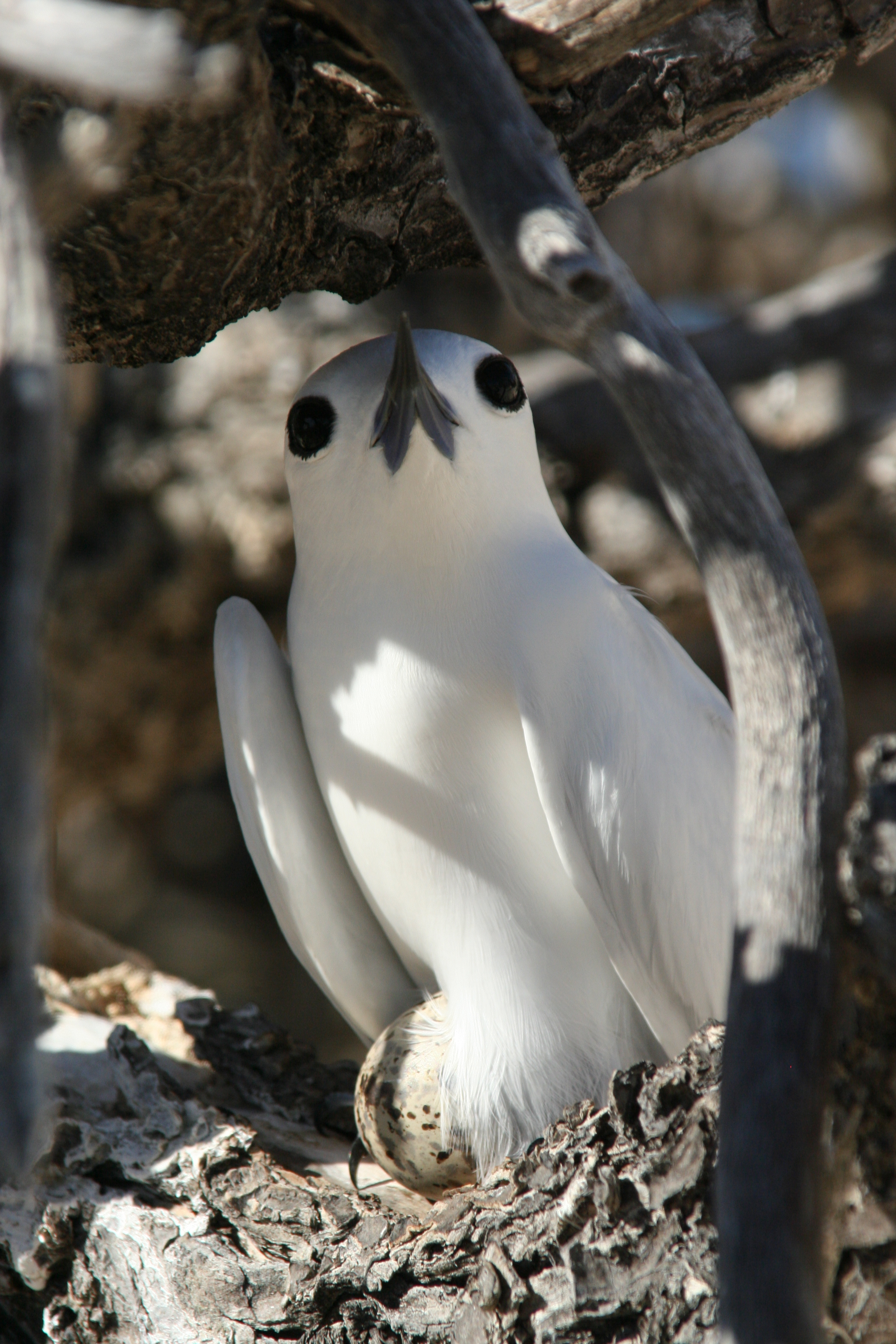
Gygis blanche couvant son œuf sur une branche
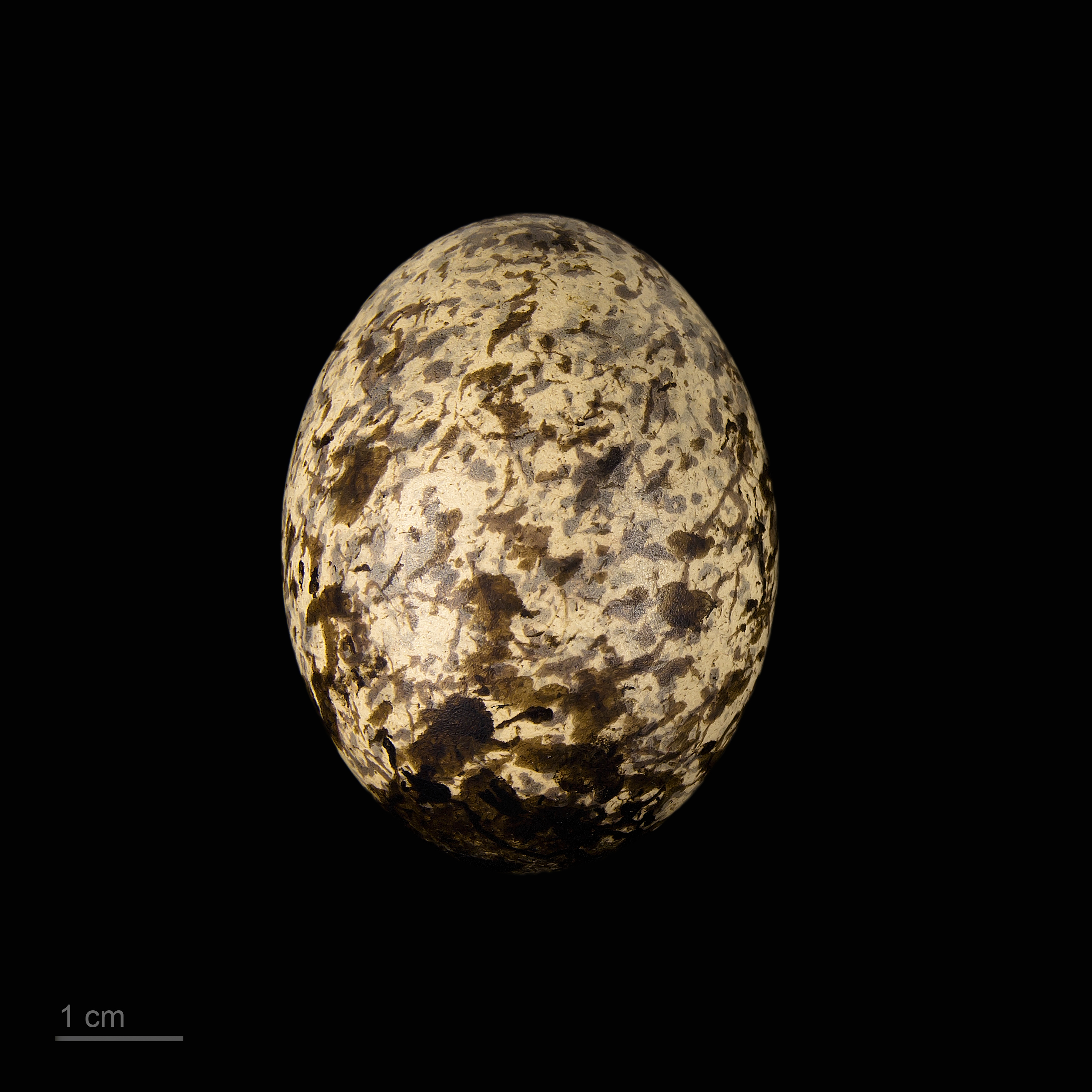
Un œuf de Gygis alba, Muséum d'Histoire Naturelle de Toulouse
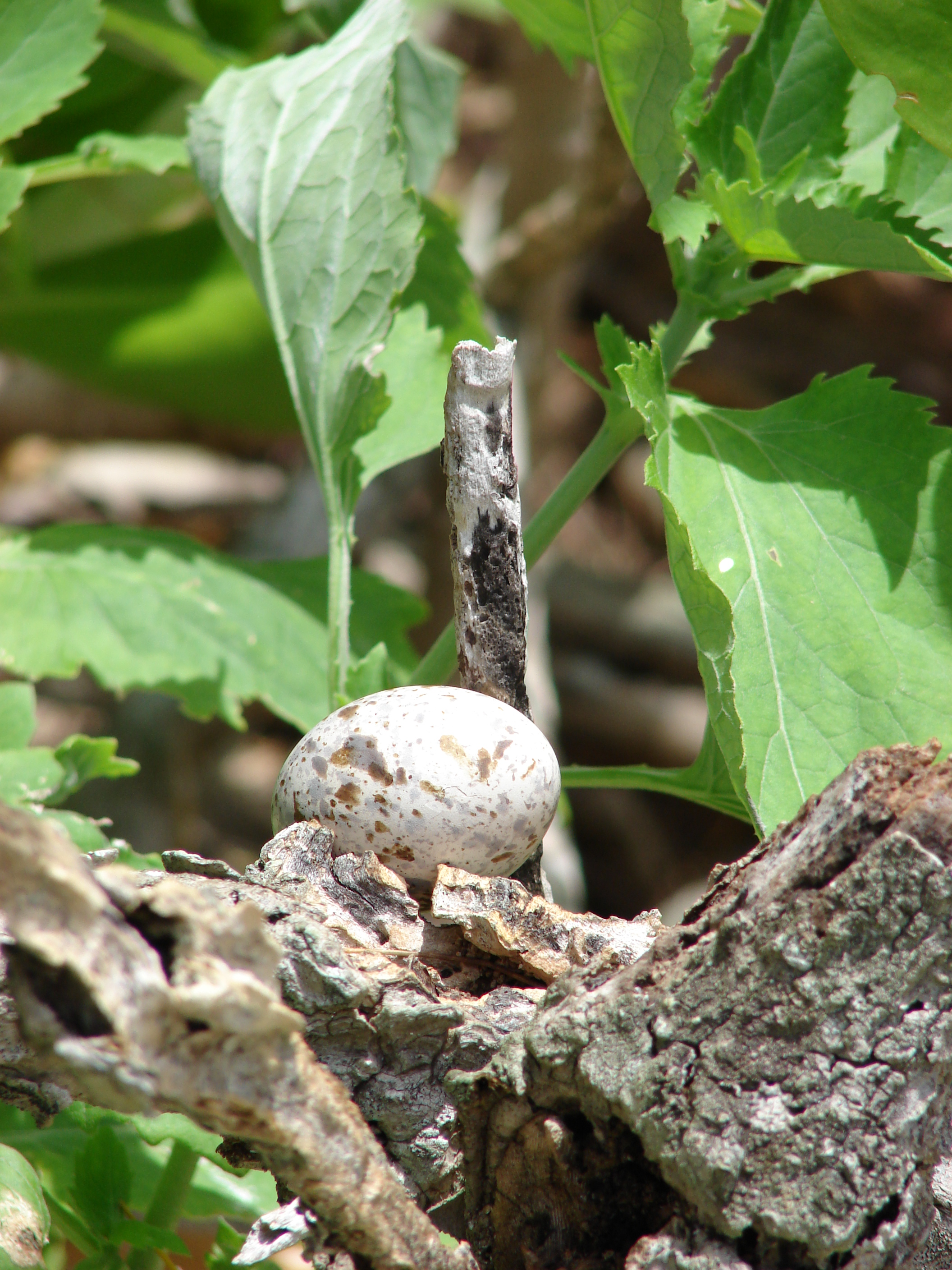
Un œuf sur une branche dans les Îles Midway.

## Alimentation
Cette espèce se nourrit principalement de petits poissons (piscivore), mais aussi de calmars et de crustacés. Elle a tendance à voltiger au dessus de l'eau avant de plonger pour attraper ses proies à la surface de l'eau, ou juste en dessous.
La proportion de poisson varie en fonction des endroits en fonction de l'abondance de ses diverses proies ; elle est de 50 % sur l'île Christmas et de 85 % à Hawaï.

## Répartition
La gygis blanche est présente dans les îles tropicales des océans Atlantique, Indien et Pacifique.

Distribution de la Gysis blanche

## Reproduction
La gygis blanche ne construit pas de nid du tout, mais place son œuf directement sur une branche (parfois un creux) ou une autre surface élevée (où il est à peine protégé contre les chutes),, vraisemblablement pour qu'il soit à l'abri de prédateurs terrestres.

## Sous-espèces
D'après la classification de référence (version 14.1, 2024) de l'Union internationale des ornithologues, la Gygis blanche possède 4 sous-espèces (ordre philogénique) :
- Gygis alba alba (Sparrman, 1786) — sud de l'océan Atlantique ;
- Gygis alba candida (Gmelin, JF, 1789) — Indo-pacifique ;
- Gygis alba leucopes Holyoak & Thibault, 1976 — îles Pitcairn ;
- Gygis alba microrhyncha Saunders, H, 1876 — îles Phoenix, de la Ligne et Marquises.